# トランスフォーマー ミッシングリンク
トランスフォーマー ミッシングリンク（TRANSFORMERS MISSINGLINK）とは、タカラトミーが展開するトランスフォーマーの仮想復刻版シリーズである。

## 概要
トランスフォーマーの生誕40周年を記念し、当時の質感、サイズ感、ノスタルジーをオマージュしながら、フルポーザブル仕様となっていたらのコンセプトで完全新規造形で復刻する企画である。

## 商品
C-01 コンボイ
2024年2月発売。変形する際、拳パーツは当時とは異なり、取り外すことなく完全に内部に収納可能。各関節を可動式に変更している。アニメの再現性としてマトリクスを胸部に収納できる他、高射砲もアニメ同様にコンテナから取り外せ、転がし走行もできる。偵察バギーのローラーも後部を反転させることでアニメ同様の警告灯を出せる。レーザーライフルもグリップ部分を拳に装着可能。エナジーアックスも付属し拳に取り付ける仕様となっている。
C-02 コンボイ(アニメエディション)
2024年2月発売。C-01のロボット部分に特化しており、マトリクス、レーザーライフル、エナジーアックスのカラーリングを変更。コンテナやローラー、高射砲は付属しない。
C-03 バンブル
C-04 クリフ
C-05 サンストリーカー
C-06 コルドン
C-07 アーシー(プロトタイプ)
C-08 アーシー